# Abbot (cráter)
Abbot es un cráter de impacto lunar situado en el accidentado suelo que se encuentra entre el Mare Fecunditatis, al sur y al oeste, y el Mare Crisium, al norte.
|  |

Es un cráter circular con un interior en forma de copa, de manera que la mitad superior de las paredes interiores se inclinan hacia la plataforma central.

## Denominación
Su nombre actual hace referencia al astrofísico estadounidense Charles Greeley Abbot. Antes de que la Unión Astronómica Internacional le diera dicho nombre, era conocido como Apollonius K, debido a su cercanía al cráter Apollonius que se encuentra al este de Abbot.